# Пражская опера

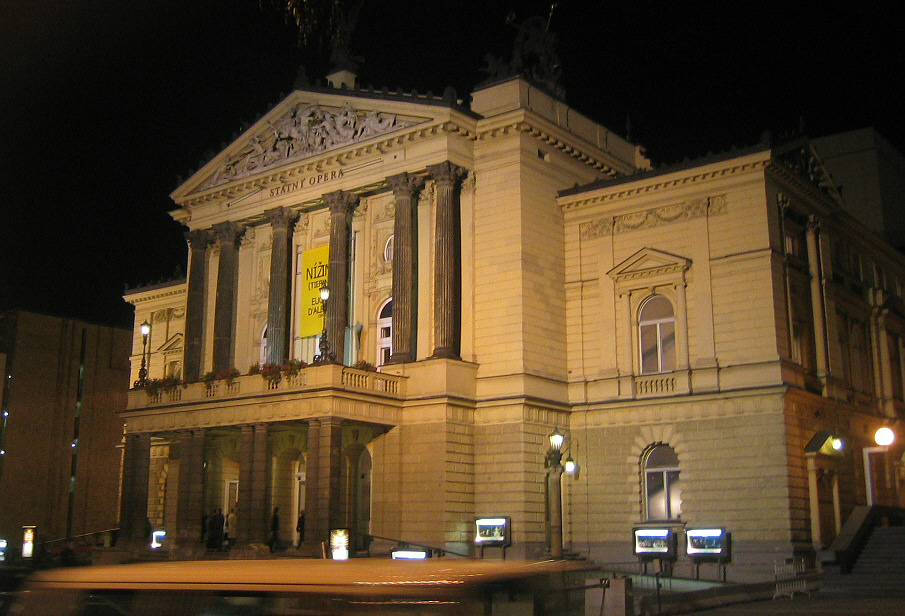
Здание театра ночью, 2003

Пражская государственная опера (чеш. Státní opera Praha) — оперный театр в Праге, один из важнейших в Чехии, в репертуаре которого также присутствуют балеты. Репертуар театра сосредоточен на иностранных произведениях (чешский репертуар традиционно ставится в Национальном театре).
Театр был учреждён как Новый немецкий театр (нем. Neues deutsches Theater) в 1883 году по инициативе немецкого меньшинства после открытия масштабного чешского Национального театра.
Проект здания был выполнен в стиле неоренессанса известной венской архитектурной фирмой «Фельнер и Гельмер», специализировавшейся на проектах театров, совместно с Карлом фон Хазенауэром. Статуи были изготовлены Отто Морицем Менцелем и молодым скульптором Йоганом Йозефом Фридтом. Картины нарисованы Эдуардом Файтом.
5 января 1888 года театр открылся постановкой оперы Вагнера «Нюрнбергские мейстерзингеры». Под руководством своего первого директора Ангело Нойманна, а затем дирижёров Александра Цемлинского и Георга Селла Новый немецкий театр приобрёл большую известность, в нём ставился не только традиционный репертуар, но и оперы современных немецких композиторов (Кшенек, Хиндемит, Корнгольд, Шрекер), а также немецких композиторов, живших в Чехии, в частности, Ганса Красы. В театре выступали такие известные артисты, как Нелли Мельба, Энрико Карузо, Лео Слезак, дирижировали Густав Малер и Рихард Штраус, Эрих Кляйбер и Отто Клемперер. После установления в Германии нацистского режима театр стал прибежищем для многих музыкантов-эмигрантов. В сентябре 1938 года театр закрылся из-за нехватки средств и политического давления, однако после оккупации Чехии в 1939 году был вновь открыт как Deutsches Opernhaus.
После освобождения Праги в мае 1945 года группа чешских музыкантов, руководимая композитором Алоисом Габой, учредила в здании бывшего немецкого театра Театр 5 мая (чеш. Divadlo 5. května), который должен был стать авангардной альтернативой консервативно-патриотическому Национальному театру. Открылся он в сентябре того же года оперой Бедржиха Сметаны «Бранденбургцы в Богемии», затем последовали нетрадиционное прочтение «Проданной невесты» того же автора, опер Оффенбаха и Прокофьева. Однако после прихода к власти коммунистов Театр 5 мая был в 1948 году объединён с Национальным театром, став одной из его сценических площадок, а с 1949 года получил имя Сметаны (чеш. Smetanovo divadlo). Театр Сметаны стал площадкой для масштабных гастролей зарубежных гигантов — Большого театра и Венской оперы.
После Бархатной революции Театр Сметаны был в 1992 году вновь отделён от Национального театра и получил имя Пражской государственной оперы, сосредоточившись исключительно на зарубежном репертуаре. 